# Insectes en éthique

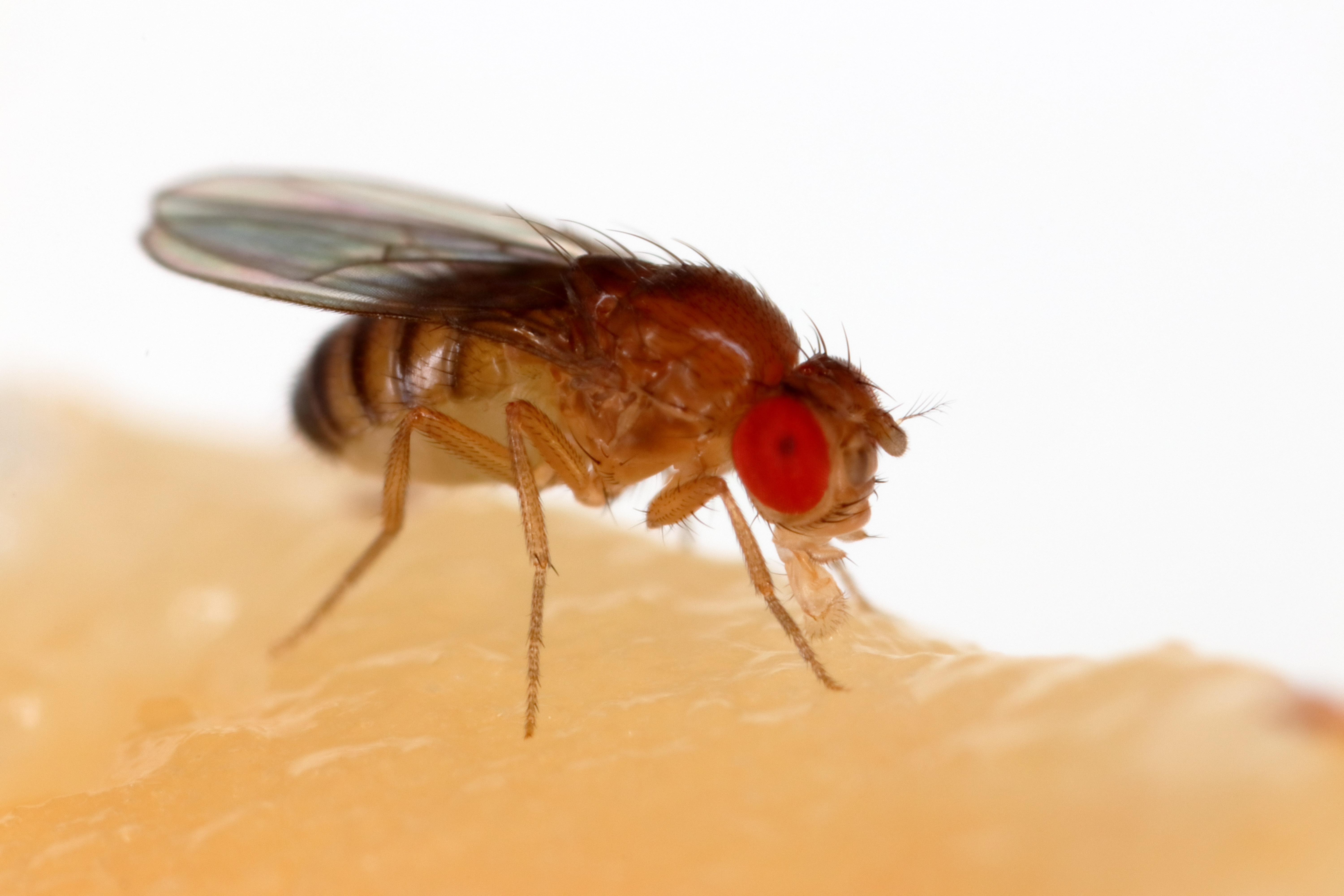
Une mouche des fruits commune ; ces insectes sont couramment utilisés dans les expériences scientifiques.

Les insectes et les obligations éthiques humaines à leur égard ont été discutés par un certain nombre d'écrivains et de personnalités tout au long de l'histoire, dont beaucoup, arguant depuis différentes perspectives, soutiennent qu'il existe une obligation morale de ne pas blesser ou tuer les insectes. Selon les définitions généralement acceptées en matière de bien-être animal et d'éthique agricole, cependant, il est avancé que les insectes individuels n'ont pas de "droit à la vie".

## Perspectives religieuses

### Bouddhisme
Selon les principes bouddhistes, les insectes sont considérés comme des êtres sensibles, qui ne doivent être ni blessés, ni tués. Il a été décrit dans une histoire de la vie du Bouddha, qu'il ordonna autrefois aux moines d'interrompre leurs voyages pendant la saison de la mousson, afin d'éviter de tuer les vers et autres insectes sur les routes boueuses. À l'instar du jaïnisme, les moines bouddhistes utilisent fréquemment une passoire pour éviter de tuer de petits animaux lorsqu'ils boivent de l'eau.

### Jaïnisme

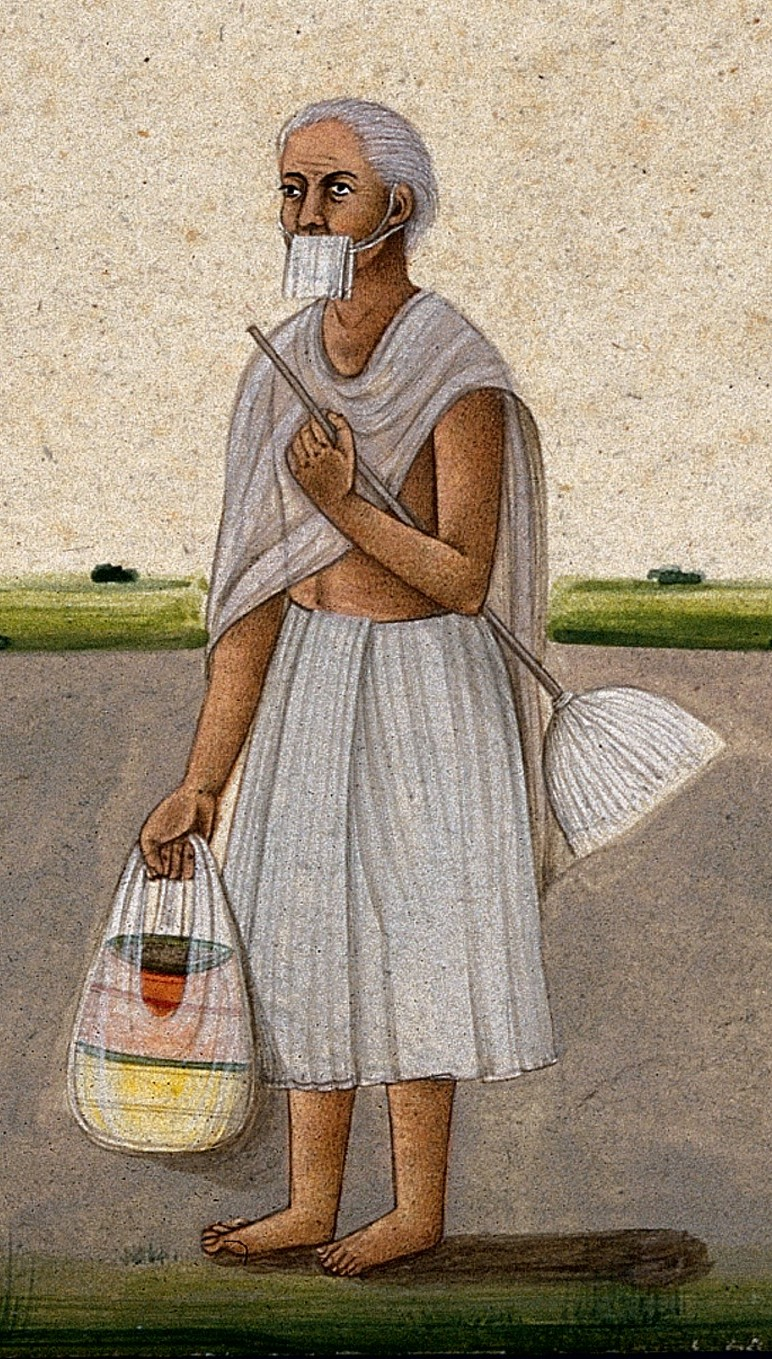
Un moine jaïn portant un balai pour déplacer les insectes sans les blesser et portant un masque pour éviter d'inhaler accidentellement des insectes.

Les moines jaïns prennent des précautions considérables pour éviter, même involontairement, de blesser même les plus petits êtres vivants, y compris les insectes. Les violations du principe fondamental d’Ahimsā (non-violence) ont un impact négatif sur le karma, en particulier lorsque la destruction de la vie est provoquée par négligence, bien que la violence envers les insectes ait moins d'impact sur le karma que les « créatures à cinq sens » (dont les humains) ; dans le jaïnisme, il existe une hiérarchie des formes d'existence, où les êtres vivants sont classés en fonction de la quantité de sens qu'ils possèdent. Les insectes peuvent donc différer dans leur classement, par exemple, les vers ont deux sens, les fourmis trois et les mouches quatre. Ainsi, leur destruction respective affecte différemment le karma.

### Judaïsme
Le Sefer hassidim, une œuvre hébraïque médiévale, ordonne à ses adeptes de ne jamais infliger de douleur aux animaux, y compris les insectes, et de ne pas tuer les guêpes ou les mouches .

### Taoïsme
Jon Wynne-Tyson, dans The Expanding Circle, cite le Tai-shang kan-yingp'ien : « Ayez un cœur compatissant envers toutes les créatures… Même les insectes ». Il attribue également une citation à Wen Ch'ang dans Yin-chih-wen, qui déclare : « Chaque fois que vous faites un pas, faites toujours attention aux fourmis et aux insectes. Interdisez la confection de feux à l'extérieur des bâtiments (car moins d'insectes seront tués) ».

### Christianisme
Soame Jenyns, un membre du parlement et écrivain anglais, soutient que : "Nous sommes incapables de donner la vie, et ne devrions donc pas l'ôter sans motif à l'insecte le plus vilain, sans raison suffisante ; ils le reçoivent tous de la même main bienveillante que nous, et ont donc un droit égal d'en jouir.". William Ellery Channing déclare dans une lettre qu'il ne tuerait jamais un insecte et affirme que les insectes reçoivent le même droit à la vie que les humains par la volonté de Dieu ; il soutient également que les tuer gâcherait l'œuvre de la création divine. 

## Droits et bien-être des animaux
Peter Singer soutient qu'un manque de connaissances sur la capacité des insectes à avoir des expériences subjectives signifie que les « droits des insectes » ne sont pas encore un sujet pour lequel il faut militer.

## Représentations culturelles
Il a été avancé que Shakespeare exprimait sa sympathie pour les insectes, en particulier dans sa pièce de 1604 Mesure pour mesure, où le personnage d'Isabella déclare : « Le sens de la mort est le plus appréhendé. / Et le pauvre scarabée que nous piétinons, / Dans la souffrance corporelle trouve une douleur aussi grande / Que lorsqu'un géant meurt. ». 
L'idiome « il ou elle ne ferait pas de mal à une mouche » est utilisé pour désigner quelqu'un qui est doux et qui ne ferait rien pour causer du tort ou des blessures.